# Feuerblüse

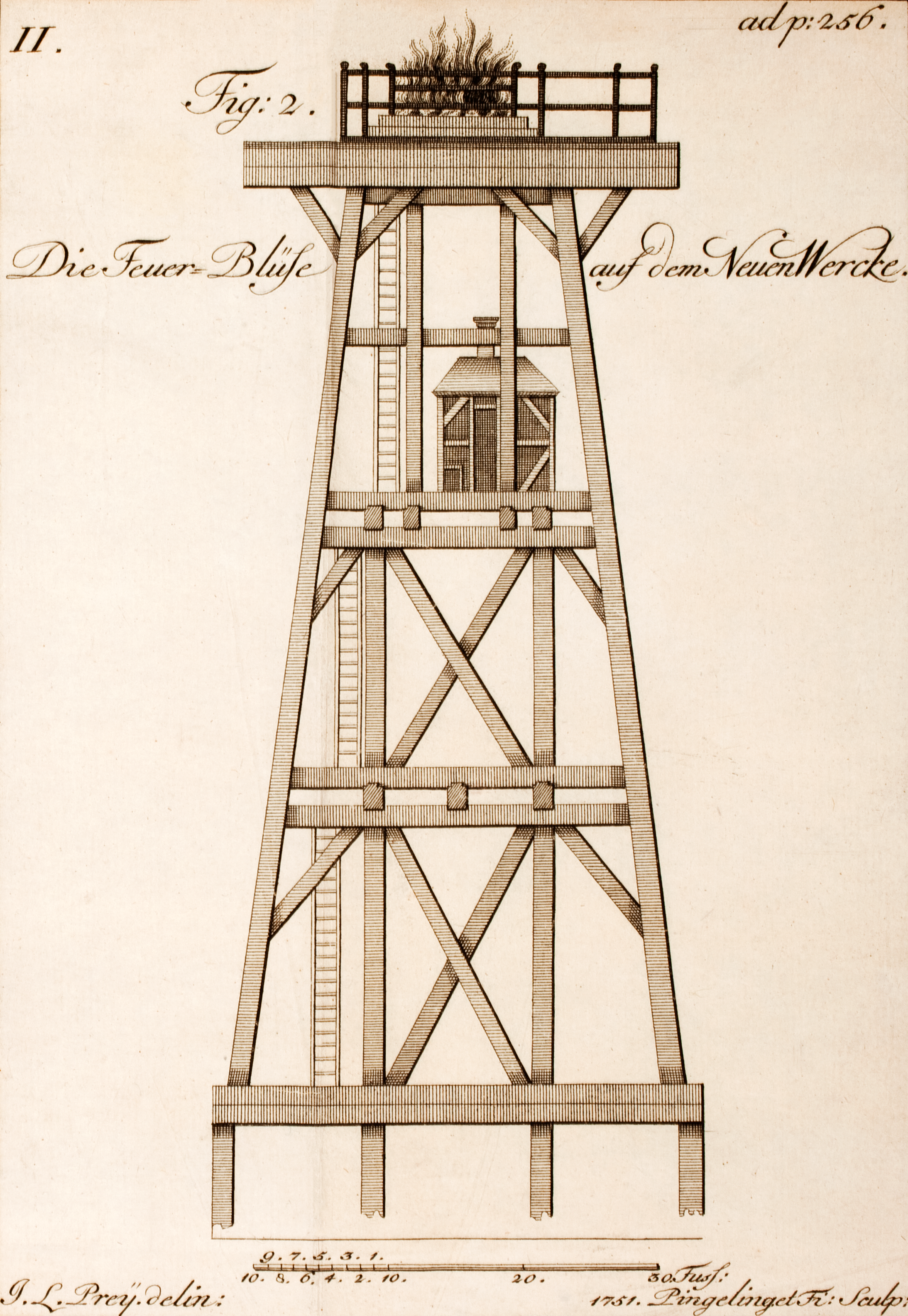
Blüse im Neuwerker Vorland (1751), angefertigt von Johann Leonhard Prey für Jacob Schuback, gezeichnet von Jonas Haas, gestochen von Gottfried Christian und Thomas Albrecht Pingeling

Eine Feuerblüse, Blüse, Bliese oder Feuerbake ist die Vorform der heutigen Leuchttürme.
Feuerblüsen wurden in Deutschland bis Ende des 19. Jahrhunderts an den Küsten der Nord- und Ostsee errichtet. Ihr gemeinsames Kennzeichen ist nicht eine bestimmte Bauweise, sondern die Art der Befeuerung in Form eines offenen Holz- oder Kohle-Feuers, meistens in einem Rost oder Eisenkorb auf einem massiven Bau oder einem Holzgerüst. Aber auch frühe Leuchttürme wurden mit offenem Feuer betrieben, bevor es durch Kerzen oder Öllampen ersetzt wurde.
Feuerblüsen erreichten eine Tragweite von drei bis acht Seemeilen.
Größter Nachteil der Blüsen waren die hohen Betriebsmittelkosten durch den Brennstoffverbrauch. Die Neuwerker Blüse benötigte für die ganzjährige Befeuerung ab 1761 1.000 Tonnen Importkohle aus Schottland, die einen höheren Bitumengehalt hatte und damit ein heller leuchtendes Feuer als Steinkohle aus Deutschland erzeugte. Die Neuwerker Blüse wurde errichtet, um zusammen mit dem bereits 1310 errichteten Wehrturm Neuwerks (ab 1814 Leuchtturm) eine Peillinie zur Schartonne vor Scharhörn zu bilden. Die Nordbake stand ebenfalls auf dieser Peilung etwas weiter seewärts und verdunkelte das Feuer der Blüse bei Erreichen der Peilung. Die Blüse verlor 1815 durch den Bau des kleinen Leuchtturms auf Neuwerk ihren Zweck, der zusammen mit dem großen Leuchtturm ein Doppelfeuer zur Umfahrung des Vogelsands bot.
In Danzig bestand seit 1482 eine Bliese, die 1758 an das Neufahrwasser als Wippfeuer auf einen Turm verlegt wurde. Auch hier führten die Kosten für die Kohle zum Rückgriff auf Wachskerzen, später dann zur Umstellung auf Gas (1819), Öl (1860) und schließlich auf Elektrizität (1890). Ab 1775 wurde die „alte Bliese“ um eine kleinere zu einer Richtfeueranlage erweitert. Die Große Bliese wurde 1896 abgerissen.
Auf Helgoland wurde 1630 durch den Herzog von Gottorf ein Blüsenfeuer eingerichtet. Es war bis 1808 die wichtigste Navigationshilfe, und die letzte Blüse wurde 1916 abgerissen. Das offene Kohlenfeuer war wegen des Funkenflugs ein Risiko für die Wohnhäuser der Insel. Da die Blüsen aber auch ihr damaliges Haupteinkommen aus den Strandungen stark schmälerten, waren sie bei Inselbewohnern nicht gern gesehen. So gelang es Hamburg erst 1769, eine zuverlässige Blüse für Helgoland auf einem Backsteinbau einzurichten. Die Blüsen aus dem 16. und 17. Jahrhundert wurden oft gestört.
Für Wangerooge ist 1825 eine „ehemalige Blüse“ verzeichnet.

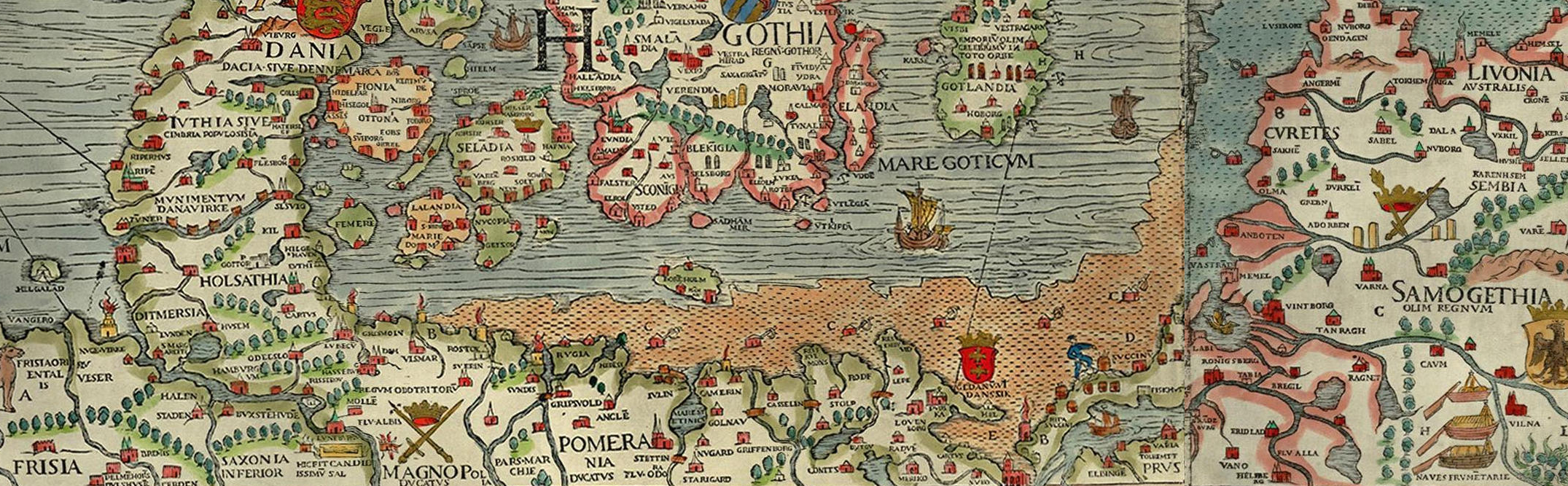
Feuerblüsen Lübeck, Wismar, Rostock, Cammin, Danzig und Riga in der Carta Marina (1539). Nicht im Bildausschnitt: Wyborg. Neuwerker Turm vermutlich fälschlich als Blüse eingezeichnet.

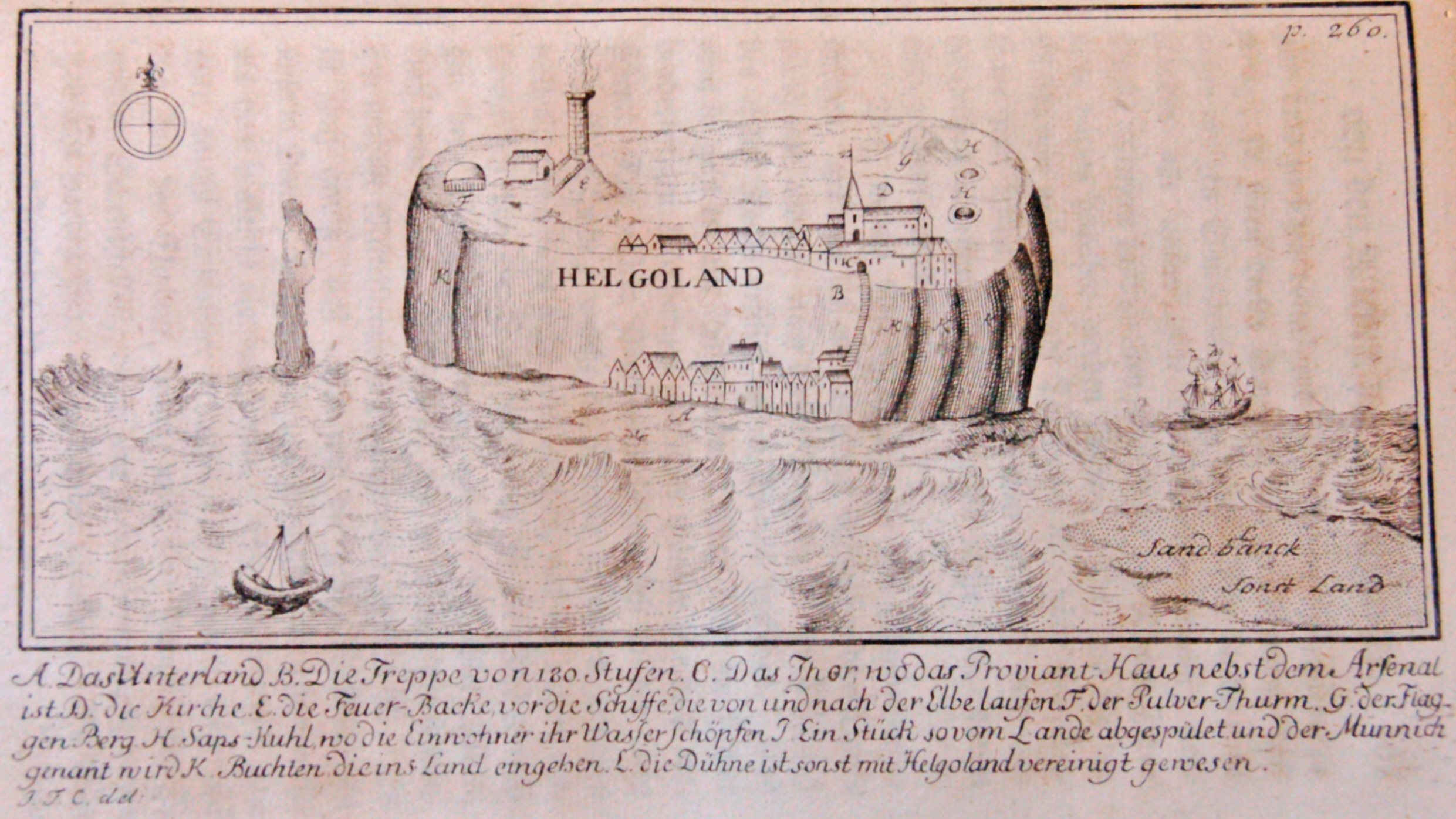
Helgoland mit „Feuer-Backe“ (E.) auf dem Oberland (1758)
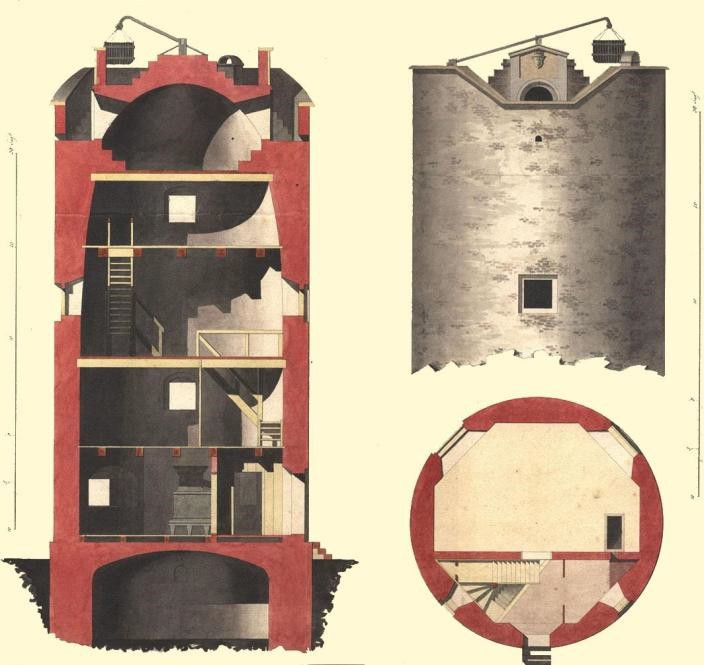
Große oder Alte Bliese Danzig (1758)
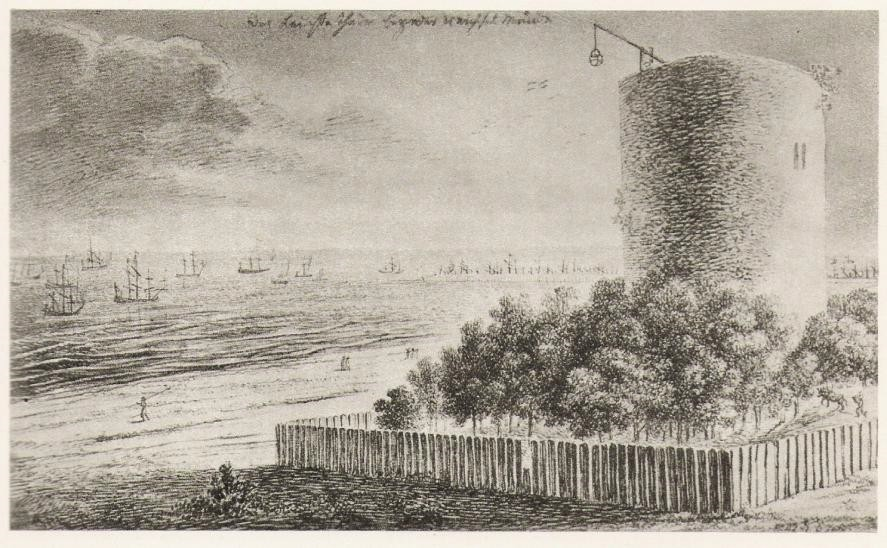
Große oder Alte Bliese Danzig (1773)
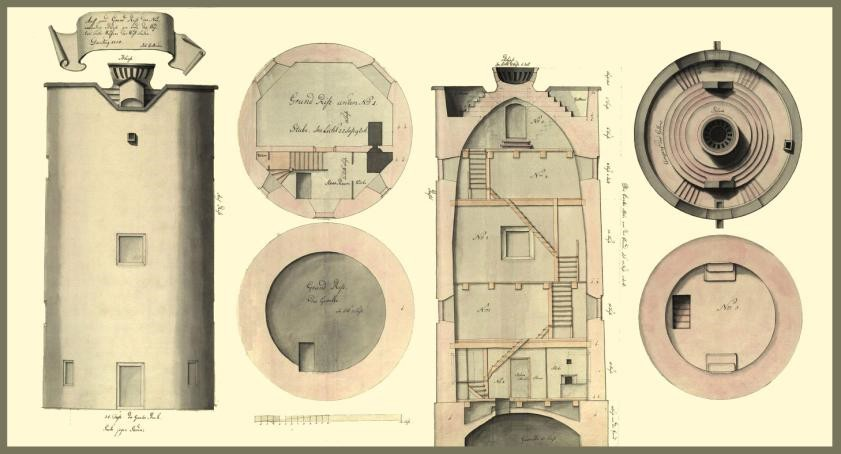
Bliese Danzig mit „Vulkantopf“ (1806)

## Wippfeuer

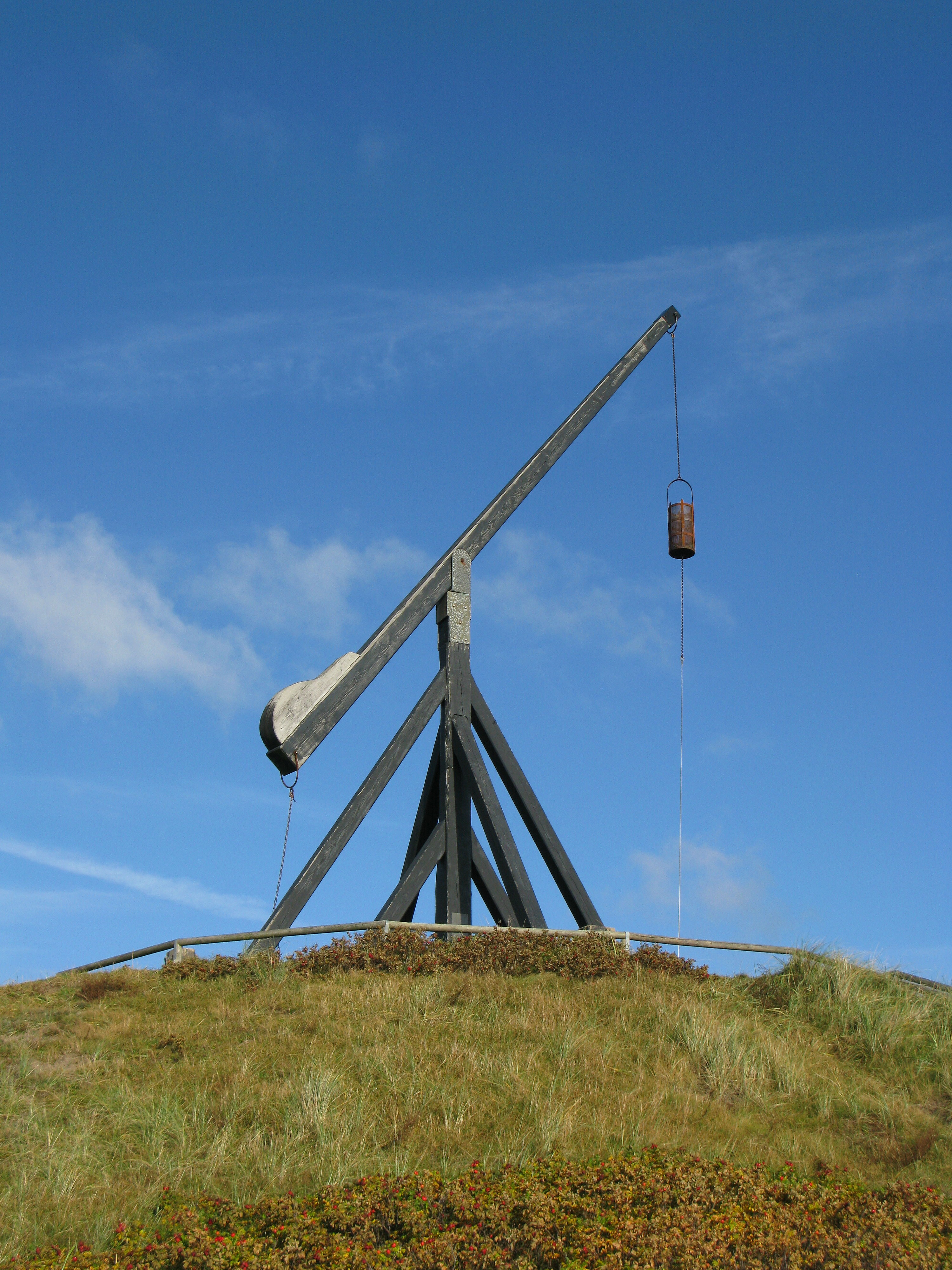
Das Wippfeuer von Skagen wurde 1627 errichtet (Rekonstruktion 1958)

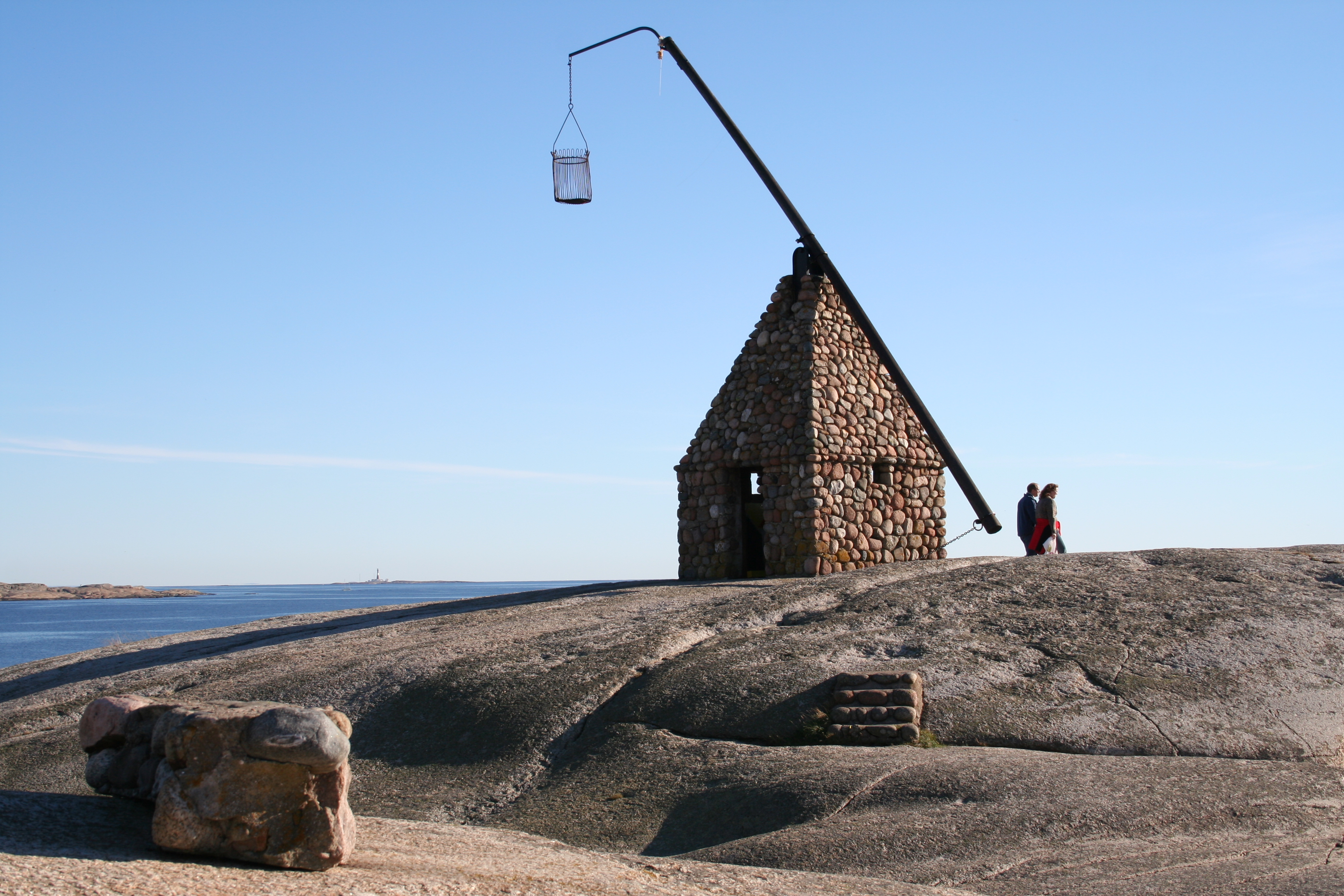
Das Modell eines Wippfeuers (Vippefyr) am Verdens Ende auf Tjøme, Norwegen wurde 1932 errichtet

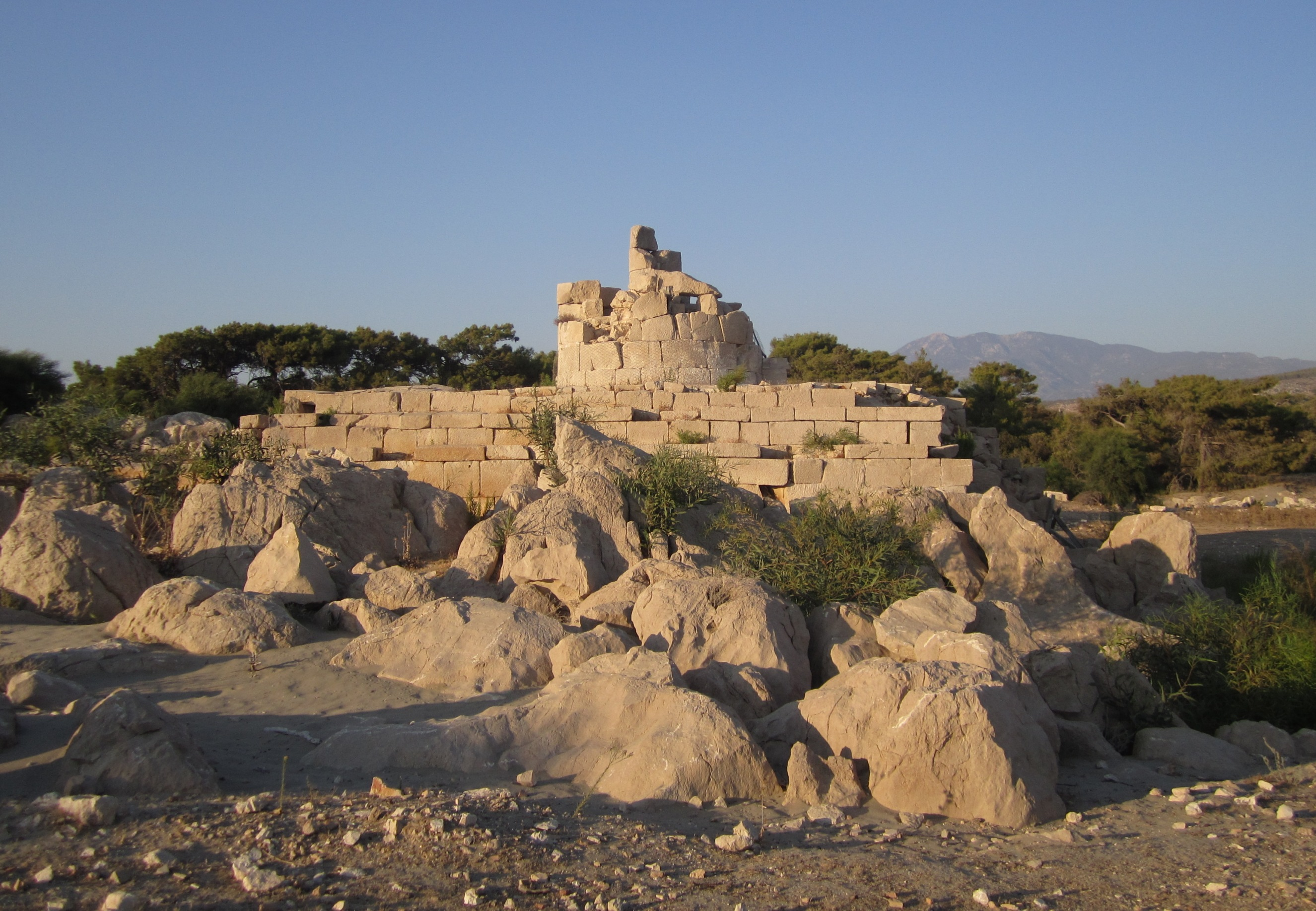
Blüse (Leuchtturm) von Patara

Der Däne Jens Pedersen Grove entwickelte 1624 das sogenannte Wippfeuer (dänisch vippefyr, englisch bascule light). Ein Eisenkorb mit Kohlefeuer wurde am Ende eines langen Holzbalkens aufgehängt, welcher – gleich einer Wippe – über den Angelpunkt in die Höhe befördert wurde. Ein Gegengewicht am anderen Ende minimierte den Kraftaufwand. Gegenüber einem offenen Feuer auf einem Felsen erweiterte das erhöhte Kohlefeuer die Reichweite auf 10 bis 11 Seemeilen (20 Kilometer). Diese Innovation breitete sich schnell in Europa aus. Erst Mitte des 18. Jahrhunderts wurden an den dänischen Küsten Leuchttürme aus Stein errichtet.